# Germano Nicolini
Germano Nicolini, conosciuto con il soprannome di comandante Diavolo o semplicemente Diavolo, o anche Diével in dialetto reggiano (Fabbrico, 26 novembre 1919 – Correggio, 24 ottobre 2020), è stato un partigiano italiano.
Figura storica del movimento comunista in Emilia e partigiano decorato con medaglia d'argento, fu tra i protagonisti della Resistenza italiana e divenne sindaco di Correggio dopo la seconda guerra mondiale. Nel 1947 venne accusato ingiustamente dell'omicidio di don Umberto Pessina e fu condannato a 22 anni di carcere (di cui ne scontò 10 grazie a un indulto). Fu scagionato in modo definitivo solamente nel 1994.

## Biografia

### La formazione e la partecipazione alla guerra di Resistenza
Germano Nicolini nacque a Fabbrico, nella provincia di Reggio nell'Emilia, il 26 novembre 1919, da una numerosa famiglia contadina di formazione cattolica. Iniziò, ma poi interruppe per malattia, gli studi classici presso il liceo statale Rinaldo Corso di Correggio, conseguendo in seguito un diploma in ragioneria e iscrivendosi quindi all'Università commerciale Luigi Bocconi di Milano. Durante la Seconda guerra mondiale divenne ufficiale del 3º Reggimento carri.
Fatto prigioniero l'8 settembre 1943 dai tedeschi nei pressi di Tivoli, dove l'unità carrista era stata distaccata nella difesa di Roma, riuscì a darsi alla fuga e a rientrare in Emilia, dove confluì nella Resistenza italiana diventando comandante del terzo battaglione della 77ª Brigata SAP "Fratelli Manfredi", composto da 900 uomini. Durante questo periodo acquisì i soprannomi di Demos, poi Giorgio e infine Diavolo, datogli per una fuga rocambolesca dai tedeschi; egli stesso ha in seguito raccontato: «Ero in bicicletta, disarmato, in una zona che credevo sicura. I tedeschi sbucarono da un argine. Mi buttai giù e corsi zigzagando tra gli alberi, mentre quelli sparavano all'impazzata. Da una finestra due sorelle, nostre staffette, esclamarono: "L'è propria al dievel"».
Durante la guerra partecipò a tredici scontri a fuoco e a due combattimenti in campo aperto, la Battaglia di Fabbrico e quella di Fosdondo (frazione di Correggio, dove invece perì, fra gli altri, Luciano Tondelli), contro i nazifascisti, riportando due ferite. Dopo la liberazione venne nominato comandante della piazza di Correggio, quindi ufficiale addetto ai rapporti tra il governatorato e le amministrazioni comunali della bassa reggiana dal governatore americano Adam Jannette. Si distinse anche per l'equilibrio e la difesa di prigionieri fascisti appartenenti alla Repubblica Sociale Italiana, evitando in più occasioni – come testimoniarono al processo di Perugia del 1947 alcuni di essi – tentativi di giustizia sommaria.
Fu anche responsabile partigiano del carcere di Correggio e in tale ruolo, il 27 aprile 1945, respinse il primo di due assalti alla prigione da parte dei partigiani, i quali, senza un mandato del Comitato di liberazione nazionale, volevano prelevare sette repubblichini; per questo un capo militare della Resistenza lo minacciò giurandogli: «Un giorno ci sarà una pallottola anche per te!».
Segretario dell'Associazione Nazionale Partigiani d'Italia (ANPI) di Correggio, si distinse nell'immediato dopoguerra come pioniere della riconciliazione nazionale aprendo una mensa del reduce cui potevano accedere partigiani ed ex-fascisti che non si erano macchiati di crimini. Alla domanda: «Rifarebbe oggi ciò che fece allora?», Nicolini rispose: «Certo che lo rifarei, perché non ho nulla di cui pentirmi o vergognarmi, avendo sempre fatto il partigiano nel più assoluto rispetto delle norme internazionali di guerra, come da trattato di Ginevra».
Il suo contributo alla lotta resistenziale è sintetizzato nella scheda n.10591 del Comitato Provinciale ANPI di Reggio Emilia, stilata nell'immediato dopoguerra, nella quale  oltre ai riferimenti anagrafici, alla posizione militare, al periodo di attività partigiana, ai luoghi dove ha operato, alla appartenenza alla 77^ Brigata SAP, alla posizione di Commandante, alle azioni di combattimento viene riportata la specifica di "perseguitato dai nazi-fascisti".  Significative sono le note sintetiche che esprimono il giudizio: « Partigiano. Elemento di punta. Dotato di un coraggio e di un'audacia da vero ardito. Trascinatore con l'esempio.Ottimo, ottimo, ottimo ».
Alle elezioni amministrative del marzo 1946 fu eletto nel Consiglio comunale di Correggio con la lista del Partito Comunista Italiano: a fine dicembre dello stesso anno, dopo le dimissioni del Sindaco Arrigo Guerrieri, divenne primo cittadino, ricevendo anche i voti di tre consiglieri dell'opposizione democristiana, in una zona e in un periodo ancora turbati dalle vendette e dai delitti di stampo politico. Fondendo gli ideali comunisti con quelli cattolici, si impegnò principalmente per la popolazione più bisognosa e per gli ex combattenti della guerra.

### L'assassinio di Umberto Pessina

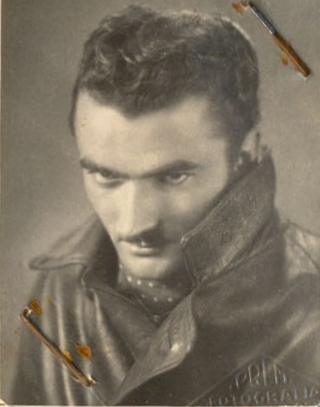
Germano Nicolini "Diavolo"

Il 18 giugno 1946 nei pressi della parrocchia di San Martino Piccolo, una frazione di Correggio, venne ucciso sulla porta della canonica con due colpi di pistola don Umberto Pessina. Dopo due arresti errati di persone che avevano avuto dei dissapori col prete, del delitto, che si unisce alle altre esecuzioni sommarie eseguite dopo la liberazione, vennero accusati Germano Nicolini, Ello Ferretti e Antonio Prodi (detto Negus), tre partigiani, i quali vennero arrestati nel 1947. Nicolini venne arrestato il 14 marzo 1947, tre giorni prima della nascita della primogenita Riccarda. I sospetti si concentrarono su Nicolini in seguito alla rivelazione di una donna, Ida Lazzaretti, che testimoniò di averlo sentito pronunciare la sera precedente il delitto le seguenti parole: «Quel prete bisogna subito toglierlo dal mondo». Nel 1992, quando venne riaperto il caso, la nipote di Lazzaretti affermò che la donna aveva confessato a suo figlio di avere mentito al processo, spinta a fare ciò dal cappellano dell'ospedale di Correggio, don Enzo Neviani, mediante una ricompensa economica.
Ma i veri responsabili erano Cesarino Catellani, Ero Righi e William Gaiti, anch'essi partigiani; i primi due, nel gennaio 1948, un anno e mezzo dopo il delitto, dopo essere fuggiti in Jugoslavia confessarono addirittura spontaneamente il crimine, che commisero per errore, ma non furono creduti e vennero condannati per autocalunnia. Le confessioni di Catellani e Righi vennero interpretate come un tentativo di salvare il sindaco di Correggio dall'accusa infamante di omicidio per ragioni di partito fissate da Ottavio Morgotti, segretario comunista di Correggio. Il testimone chiave dell'accusa, Antenore Valla, affermò più volte durante il processo che le proprie dichiarazioni gli erano state estorte e di esser stato torturato – mediante un cerchio metallico stretto attorno alla testa – dai carabinieri del capitano Pasquale Vesce che, per la solerzia dimostrata nel risolvere il caso, ottenne dal Papa la commenda pontificia dell'Ordine di San Silvestro Papa e fu promosso generale. Valla era un ex partigiano e sperava di avere la libertà in cambio delle sue rivelazioni. Egli mentendo raccontò che lo stesso Prodi gli aveva confessato di avere ucciso don Pessina insieme a Ferretti, su ordine di Nicolini.
Non venne dato il giusto valore alle testimonianze che asserivano che Nicolini giocava a bocce in un paese vicino. Il 26 febbraio 1949 la Corte d'Assise di Perugia lo condannò come mandante di omicidio volontario premeditato a 22 anni di carcere e alla perdita di ogni diritto civile e militare; ne scontò effettivamente dieci – Ferretti e Prodi, condannati come esecutori, ne espiarono invece sette – grazie all'indulto per gli ex appartenenti alle formazioni partigiane, uscendo di prigione alla fine del 1956. Inutilmente Nicolini cercò di dimostrare la sua innocenza. Nel 1990 il caso venne riaperto su invito dell'ex-deputato comunista Otello Montanari, che incitò la popolazione, con un articolo ribattezzato Chi sa parli, a rivelare informazioni riguardo ai delitti avvenuti nel Triangolo della morte durante gli anni quaranta. Il cosiddetto "terzo uomo" che era stato citato da diverse testimonianze all'epoca del delitto, William Gaiti, che a differenza di Righi e Catellani si era rifiutato di confessare e poi espatriare clandestinamente in Jugoslavia, confessò il 10 settembre 1991 al procuratore di Reggio Emilia Elio Bevilacqua di aver preso parte all'omicidio insieme a Catellani e Righi e di avere sparato a don Pessina. I figli di Gaiti e Nicolini erano stretti amici e forse è stato proprio questo rapporto confidenziale a spingere il vero colpevole a confessare l'accaduto. Ferretti, Prodi e Nicolini furono definitivamente «assolti per non aver commesso il fatto» solamente l'8 giugno 1994 (45 anni dopo il delitto) quando, assistiti dagli avvocati Giuliano Pisapia e Dino Felisetti, vennero scagionati nel processo di revisione dalla Corte d'appello di Perugia. I veri responsabili dell'omicidio rimasero liberi e furono prosciolti il 7 dicembre 1993 in applicazione dell'amnistia emanata dal Governo Pella nel 1953 per tutti i reati politici (venne quindi esclusa la premeditazione dell'atto) commessi entro il 18 giugno 1948. Furono stabiliti per Nicolini 2 miliardi e mezzo di lire come risarcimento.

### Il processo
Il primo processo si svolse a Perugia nel 1947, spostato dalla sua sede naturale, Reggio Emilia, per legittima suspicione dopo pressioni del vescovo di Reggio su diversi ministri. Nicolini venne accusato di essere dapprima esecutore materiale del delitto, poi suo mandante. Prodi fece diverse confessioni, per poi ritrattare più volte quanto affermato. Tuttavia, il giudice ricavò numerosi dati da queste rivelazioni, tanto da identificare Nicolini come mandante dell'operazione, Ferretti come esecutore materiale e Prodi come suo complice.
Le interferenze esterne sui magistrati, la scomparsa di verbali, le firme sui verbali estorte con la violenza fisica e psicologica, le palesi contraddizioni, falsità, amnesie e reticenze di alcuni testimoni dell'accusa, la costante intimidazione dei testi della difesa, l'omissione e la falsità in atti d'ufficio da parte degli inquirenti, l'insabbiamento di prove fondamentali a favore dell'accusato (tra cui una fondamentale perizia dattiloscopica che venne poi eseguita dopo quasi mezzo secolo su Antenore Valla nel processo a carico di William Gaiti) dimostrano come la sentenza sarebbe stata fortemente influenzata. Le diverse anomalie che caratterizzarono il processo sono rintracciabili negli atti giudiziari, in gran parte pubblicati nel memoriale di Nicolini Nessuno vuole la verità.
Valla, testimone chiave dell'accusa, non poteva essere attendibile, trovandosi il giorno del delitto in Francia, incarcerato a Grenoble per espatrio clandestino con il falso nome di Sandro Tontolini. La conferma veniva dalla perizia sulle impronte digitali contenute nel cartellino segnaletico della polizia francese e da una serie di documenti di associazioni e istituzioni francesi. La perizia dattiloscopica che confermava inequivocabilmente che Valla e Tontolini erano la stessa persona, effettuata da un esperto della Criminalpol e prodotta dalla difesa del Nicolini, non venne ritenuta attendibile dalla Corte e fu quindi respinta anche a seguito dei riscontri del capitano Vesce, incaricato di un supplemento di indagini. Eppure a distanza di 46 anni la perizia venne nuovamente eseguita (essendo all'epoca Valla ancora vivente) durante il processo a William Gaiti, confermando quanto già era noto nel 1947 alla difesa dell'imputato e colpevolmente ignorato dalla Corte. Nel processo di revisione emerse un particolare clamoroso: l'allora Vescovo Socche era stato informato da un sacerdote,  Don Alfredo Zavaroni, che il Valla era effettivamente in possesso di una carta di identità intestata a Tontolini Sandro, che era stato ospitato dalla famiglia Giovannetti, che era espatriato in Francia perché ricercato e rientrato a Fosdondo a metà luglio. Questo clamoroso documento,  reperito nell'Archivio della Curia vescovile di Reggio, era stato pubblicato da uno storico cattolico reggiano in un libro nel 1993   e non sfuggì alla attenzione della stampa locale .  Una rivelazione per certi versi clamorosa che verrà ripresa dettagliatamente  nella sentenza di revisione della Corte di Appello di Perugia dell'8 giugno 1994.    
La Corte d'appello di Perugia nella sentenza di assoluzione scrive: «Pertanto la Corte ritiene, in conformità a quanto sostenuto dalla difesa del Nicolini, che una serie di fattori – indagini di polizia giudiziaria condotte con metodi non del tutto ortodossi; lacune e insufficienze istruttorie; una sorta di "ragion di Stato di partito" che ebbe ad ispirare il comportamento di alcuni uomini del PCI; una pressante quanto legittima domanda di giustizia da parte del clero locale, estrinsecatasi però in iniziative al limite dell'interferenza; interventi di autorità non istituzionali e comunque processualmente non competenti – abbia fatto sì che la legittima esigenza di individuare e punire gli autori del grave quanto gratuito fatto di sangue si risolvesse, oggettivamente, in una sorta di ricerca del colpevole a tutti i costi, dando luogo ad un grave errore giudiziario, al quale la Corte ha ritenuto ora di dovere porre riparo assolvendo ampiamente gli imputati e restituendoli alla loro dignità di innocenti».
Se il vescovo Beniamino Socche influenzò pesantemente le indagini indirizzando il capitano Vesce verso l'obiettivo Nicolini e partecipando attivamente nelle diverse fasi giudiziarie, se gli inquirenti si applicarono con grande determinazione nel costruire i capi accusatori rivelatisi poi totalmente privi di fondamento, se la Corte di Perugia si dimostrò pregiudizialmente molto orientata alla condanna, un altro rilevante e fondamentale protagonista di questa ingiustizia fu sicuramente il Partito Comunista Italiano, che, come venne poi dimostrato, era ai suoi vertici provinciali e poi nazionali ben consapevole dell'innocenza di Nicolini ma lo sacrificò cinicamente in nome di una "ragione politica" aberrante, col fine di renderlo un capro espiatorio per i delitti del dopoguerra. Lo stesso partito che gli propose di espatriare clandestinamente in Cecoslovacchia (cosa che Nicolini rifiuterà sdegnosamente accettando il carcere pur di conservare il diritto di chiedere la revisione del processo) lo isolerà e lo terrà ai margini alla sua uscita dal carcere e fino in ultimo, almeno in una parte dei suoi dirigenti, solleciterà per il "bene del partito" una sorta di omertà tra i tanti militanti che sapevano. La posizione venne evidenziata con chiarezza dalla difesa di Nicolini durante la revisione del processo nel 1994 anche attraverso atti e documenti; Nicolini definì tale atteggiamento come «lo stalinismo aberrante del PCI». Nicolini risultava scomodo al partito per la sua fede cattolica e avverso alla Chiesa perché comunista.
Durante il periodo del carcere (Reggio Emilia, Perugia, Ancona, S. Giminiano) è degno di nota un carteggio intercorso con Alcide Cervi, il padre dei sette fratelli Cervi fucilati dai fascisti, di cui alcune lettere sono conservate nell'archivio di Istoreco Reggio Emilia e una è stata pubblicata.
Nicolini è stato inoltre ascoltato dal procuratore Luigi De Ficchy in merito all'apparato paramilitare del PCI, anche definito Gladio rossa, di cui avrebbero fatto parte numerosi ex partigiani responsabili degli omicidi avvenuti nel cosiddetto Triangolo rosso durante gli anni quaranta. Nicolini si è però dichiarato estraneo a ogni connessione con la presunta struttura paramilitare.

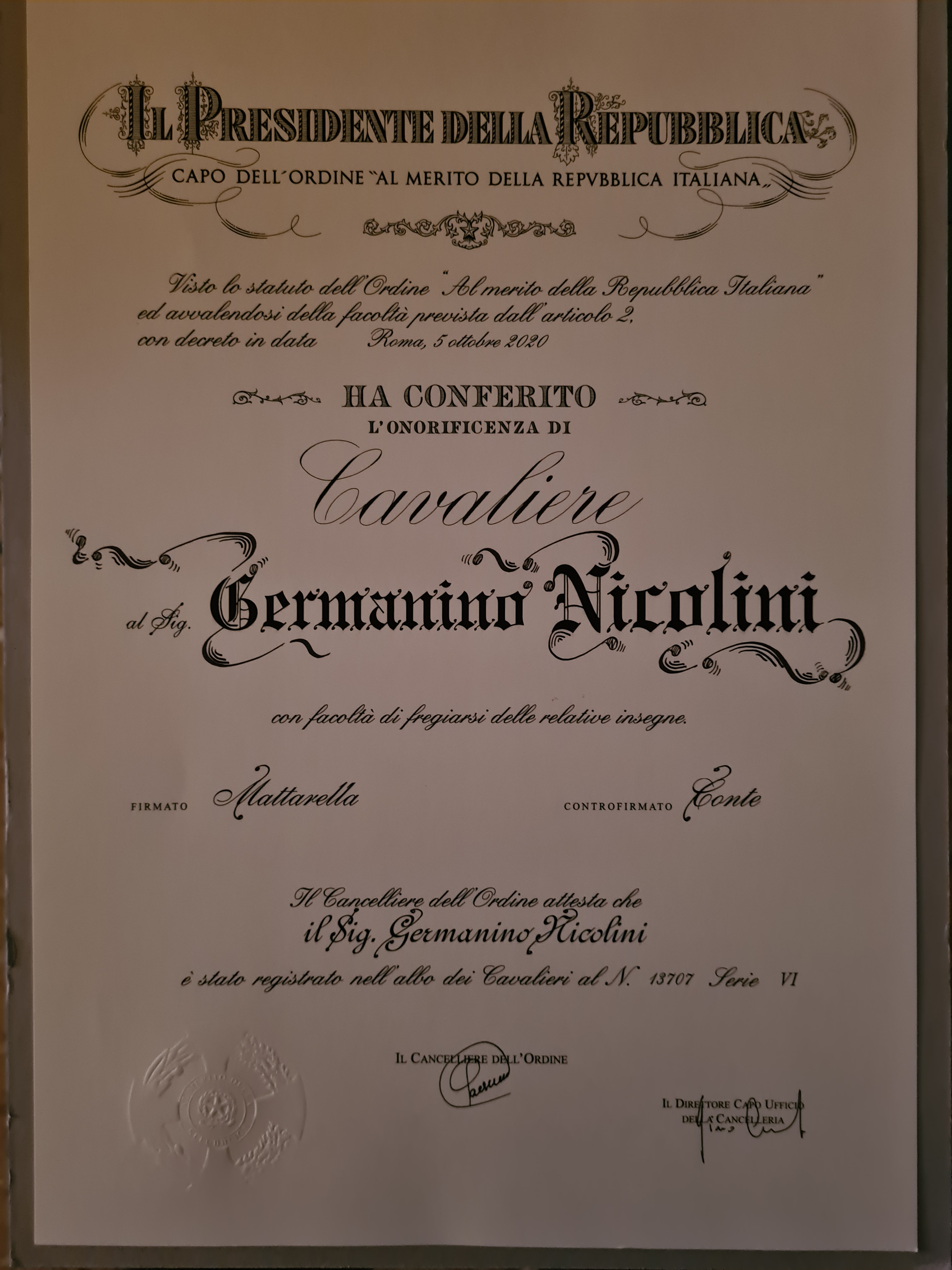
Attestato Cavaliere della Repubblica

### Dopo l'assoluzione
Il Presidente della Repubblica Francesco Cossiga, il giorno dopo la confessione di Gaiti, telefonò personalmente a Nicolini chiedendo scusa a nome dello Stato Italiano.
Nel novembre 2000 il ministro per le politiche comunitarie Gianni Francesco Mattioli chiese pubblicamente perdono a Nicolini per l'operato di suo padre Pietro, pubblico ministero al processo di Perugia del 1947. In un'intervista affermò: «Si voleva far condannare Nicolini che essendo cattolico e comunista, non piaceva alla gerarchia cattolica né ai vertici comunisti. Credo che [mio padre] se fosse stato vivo quando si appresero le manomissioni del materiale inquisitorio, avrebbe sofferto grandemente. Aveva molto rispetto per Germano Nicolini, al contrario della corte». Mattioli ricordò che all'epoca monsignor Socche si era presentato due volte a casa loro per chiedere al padre la condanna di Nicolini.
Nel marzo 1997 è stata conferita a Germano Nicolini la medaglia d'argento al valore militare per attività partigiana, ricevuta effettivamente in una cerimonia il 4 novembre; pochi giorni prima Nicolini aveva nuovamente ottenuto i gradi di capitano revocati dopo la condanna.
Il 25 aprile 2017, a 97 anni, Nicolini partecipò a Carpi alla cerimonia pubblica ufficiale del 72º anniversario della Liberazione, con un intervento dal palco del teatro comunale alla presenza del Presidente della Repubblica Sergio Mattarella.

### Morte
Muore nella sua casa di Correggio il 24 ottobre 2020, all'età di 100 anni. Nella sua ultima intervista il 25 aprile del 2020 aveva affermato in relazione alla pandemia COVID  ed alle analogie con la Resistenza: "L'importante è che, anche da una tragica vicenda come questa, impariamo a migliorarci, come persone, come comunità e come nazioni. La democrazia non è una conquista certa per sempre, va coltivata e devono esserne sostenuti i principi, giorno dopo giorno, non solo negli enunciati ma anche e soprattutto nei comportamenti e nel rispetto di quei valori che ci hanno consentito di conquistarla 75 anni fa".

## Vita privata
Sposato con Viarda, ebbe due figli: Riccarda, nata quattro giorni dopo l'arresto, e Fausto, nato nel 1958.
Riccarda morì prematuramente nel 2007, quando aveva appena compiuto 60 anni: militante del Pci poi dei Ds, aveva ricoperto incarichi politici e amministrativi in sede locale e regionale, e fu dirigente cooperativo; dopo essere stata alto funzionario della Regione Emilia-Romagna, fu eletta consigliere regionale nel 1980, assessore ai Servizi Sociali dal 1982 al 1987 e assessore alla Sanità dal 1987 al 1990. Nell'ospedale civile “San Sebastiano” di Correggio le è stato intitolato un padiglione.
Fausto invece, medico pediatra, dal 2010 è stato direttore generale prima dell'Ausl poi dell'arcispedale "Santa Maria Nuova" di Reggio, e dal 2017 al 2020 dell'azienda unica nata dalla loro fusione.

## Nella cultura di massa

### Musica
La sua storia è stata ripresa più volte in ambito musicale. Il Consorzio Suonatori Indipendenti lo cita in Linea Gotica, canzone presente nell'album omonimo e nella quale viene nominato anche un altro personaggio simbolo della lotta antifascista, Giuseppe Dossetti. I Modena City Ramblers gli hanno dedicato la canzone Al Dievel, che compare in una prima versione nell'album La grande famiglia e in una seconda versione modificata, contenuta nell'album Appunti partigiani, in cui interviene come voce narrante lo stesso Nicolini, che corregge una frase non veritieria presente nella canzone originale. A quest'ultimo disco è allegato un testo di Luciano Ligabue, concittadino di Nicolini, intitolato Il diavolo.

### Cinema e tv
Nicolini compare nel documentario Partigiani (1997) di Davide Ferrario e Guido Chiesa, dove sono state raccolte le testimonianze sulla guerra partigiana. La vicenda giudiziaria di Germano Nicolini viene raccontata da Davide Ferrario e Daniele Vicari nel documentario Comunisti del 1998. Sempre alla vicenda della morte di don Umberto Pessina è stata dedicata, all'epoca della riapertura del caso giudiziario, una puntata della trasmissione televisiva Telefono giallo di Corrado Augias.
La testimonianza di Nicolini è presente inoltre in Materiale resistente, documentario del 1995 diretto e girato da Davide Ferrario e Guido Chiesa, allegato a un disco che contiene rifacimenti di numerose canzoni famose proprie della Resistenza e del movimento antifascista. L'opera trae spunto dal concerto di Correggio del 25 aprile 1995, cui diede il suo contributo lo stesso Nicolini. Agli spettatori del concerto che lo accolsero sulle note di Bella Ciao, il comandante Diavolo disse:

### Libri
Nel 2011 compare un suo contributo nel libro di Luciana Castellina dal titolo Ribelliamoci assieme ad altri co-autori tra i quali don Andrea Gallo, Margherita Hack, Gianfranco Mascia, Tino Tellini, Marco Travaglio ed Enrico Vaime.
Negli ultimi anni Nicolini si è dedicato a incontrare giovani provenienti da diverse regioni italiane, sia in ambito scolastico o associativo, sia ricevendoli a domicilio. I temi principalmente affrontati erano la Resistenza, la sua storia e i suoi valori, la Costituzione italiana e la difesa dei suoi principi fondanti, i valori etici e sociali delle comunità aperte, il ruolo fondamentale della politica e dei partiti nella convivenza civile e democratica. Due sono in particolare le testimonianze materiali di questo impegno: il libro-intervista Noi sognavamo un mondo diverso (2012), scritto con lo storico Massimo Storchi, e la video-testimonianza Non camminiamo da soli (2015). A Germano Nicolini è dedicata la prima intervista nel libro Noi partigiani di Gad Lerner, edito da Feltrinelli nel febbraio 2020. 
Anche dopo la morte numerose opere hanno continuato ad alimentare la memoria dell'eroe partigiano con una narrazione storica a volte in parte romanzata, ma sempre ispirata a fatti realmente accaduti.
Nel libro Una bella resistenza di Daniele Aristarco al Comandante Diavolo viene dedicato un capitolo dal titolo omonimo. 
Allo stesso modo i Modena City Ramblers nel libro Nati per la libertà lo inseriscono tra i protagonisti del racconto Una cena da re, ispirato a un episodio accaduto davvero durante un incontro conviviale con il cosiddetto "Re di Maggio" Umberto II, luogotenente del Regno, in visita a Correggio.  Infine la vita del comandante partigiano ha ispirato un graphic novel dal titolo Ne è valsa la pena contenente oltre al fumetto numerosi elementi iconografici e la prefazione di Walter Veltroni. 

## Onorificenze
- Civica Benemerenza della Città di Correggio, Comune di Correggio, 27 settembre 2013[53]
- Benemerito d'Onore del Bicentenario del Tricolore: « Comandante partigiano, giovane Sindaco di Correggio Emilia, promotore insieme a Cesare Campioli, ad altri Sindaci, ai parlamentari Giuseppe Dossetti, Nilde Iotti, Alberto Simonini del 150° del Tricolore il 7 gennaio 1947, alla presenza di Enrico De Nicola. » Associazione nazionale Comitato Primo Tricolore, Reggio Emilia, 6-7 gennaio 1996 in Roma, Campidoglio
- Medaglia della Liberazione del Ministero della Difesa, Roma, 25 aprile 2016